# Steropleurus algericus
Steropleurus algericus är en insektsart som först beskrevs av Brunner von Wattenwyl 1882.  Steropleurus algericus ingår i släktet Steropleurus och familjen vårtbitare. Inga underarter finns listade i Catalogue of Life.